# Antônio Bernardes
Antônio Bernardes Fraga  (Marquês de Valença, 2 de outubro de 1875 — Juiz de Fora, 14 de fevereiro de 1940) foi um poeta brasileiro.

## Biografia
Antônio Bernardes era filho de Jacinto Bernardes Fraga e de Dona Clara Salino Fraga. Com pouco mais de um ano de idade, Antônio Bernardes foi levado para uma fazenda no distrito de S. Sebastião do Rio Bonito, atual Pentagna, onde iniciou os estudos das primeiras letras, revelando, aos sete anos de idade, inteligência invulgar entre os meninos da pequena escola primária do professor Otaviano Augusto Castelo Branco, mais tarde dirigida por Virgílio Godinho da Silva e Carlos Wanderley Maciel Pinheiro, este último sobrinho do Barão de Cotegipe e que, pela sua cultura, era tido como professor notável em todo o estado do Rio de Janeiro. Devido ao seu comportamento exemplar e indiscutíveis aptidões intelectuais, mereceu a honra, aos onze anos de idade, de ser nomeado decurião da escola.
Aos doze anos de idade Bernardes, tendo concluído o curso primário, fez-se caixeiro de uma padaria em Pentagna. Foi aí que começou a fazer versos, mesmo sem conhecer métrica e poetas. Nessa idade parecia ser o precursor da escola futurista, que depois passou a detestar. Mais tarde, em 1888, sua família foi residir em Juiz de Fora, pois seu pai, fazendeiro que era, tornou-se funcionário da antiga Estrada de Ferro D. Pedro II.
Antônio Bernardes, ativo e trabalhador, continuou a exercer suas atividades no comércio local, jamais se esquecendo de dedicar-se, nas poucas horas que lhe restavam para descanso, às letras, compondo versos e charadas de grande repercussão na sociedade juizforana. Em 1889, após a proclamação da República, Antônio Bernardes Fraga foi para Ouro Preto, onde fez o curso de humanidades. Voltando a Juiz de Fora, aí passou a exercer a profissão de guarda-livros na Cia. Fiação e Tecelagem Industrial Mineira, em Mariano Procópio, mas sempre estudando línguas, fazendo versos e escrevendo não só para a imprensa local, como de diversas localidades mineiras. 
Foi colaborador assíduo do O Farol, do Jornal do Comércio e do O Dia de Juiz de Fora, jornais em que militou desde 1909 a 1923, escrevendo crônicas, em prosa, como também versos líricos e humorísticos, ora sob o pseudônimo de Abel, ora assinando A. B. Fraga.
Foi um grande propugnador da instrução e foi ele, ao lado do filólogo Lindolfo Gomes que, em 1909, fundou o Grupo Escolar Antônio Carlos, em Mariano Procópio. Em 1913, Antônio Bernardes fundou, uma escola primária na estação de Retiro. Nomeado, em 17 de novembro de 1933 exerceu, até 1940, as funções de tesoureiro da prefeitura de Juiz de Fora. 
Bernardes Fraga era portador da patente de alferes da 4ª Companhia do 11º Batalhão da Guarda Nacional da Câmara Municipal de Juiz de Fora, expedida em 1893 pelo marechal Floriano Peixoto.

## Obras
- Acordes (versos), edição esgotada;
- Miuçalhas (prosa e versos), edição esgotada;
- Palestra prosa e versos);
- Flores Agrestes (versos) - 1938.

Entre os trabalhos prontos para o prelo deixou Breviário Infantil (versos didáticos). 